# Aidoia
Aidoia is een geslacht van kevers uit de familie bladkevers (Chrysomelidae).
De wetenschappelijke naam van het geslacht werd in 1952 gepubliceerd door Spaeth.

## Soorten
- Aidoia nubilosa (Boheman, 1855)